# 宰加济格
宰加濟格（阿拉伯語：الزقازيق‎）是下埃及的一座城市，位於尼羅河三角洲東部，是東部省的省會。城市位於穆韋斯運河畔，是玉米和棉花貿易的中心。此地擁有沙基亞國家博物館（有時也稱為阿梅德・奧拉比博物館，在赫裡阿特・拉茲納），收藏許多重要的考古文物（目前因修復而關閉）。此外，宰加濟格大學是埃及最大的大學之一，擁有不同領域的科學和藝術學院。扎加濟格大學考古博物館展出了從附近的布巴斯提斯（Tell Basta）和庫弗爾尼格姆（Kufur Nigm）發掘出的重要文物。
宰加濟格也是著名的科普特裔埃及記者、哲學家和社會評論家薩拉瑪・穆薩以及著名埃及作曲家莫爾西・加米爾・艾齊茲的出生地。此外，法魯克街、政府街、阿布・哈馬德和艾爾・卡維米亞街是宰加濟格最著名的街道。

## 交通
在宰加濟格，由於缺乏維護和使用劣質的鋪路材料，道路狀況較差，這給汽車帶來了麻煩。此外，宰加濟格充斥著隨意設置的減速帶、道路擁擠和主要街道狹窄的問題。宰加濟格有內部交通工具（服務車、小型巴士和出租車），以及前往附近村莊的交通工具。同時，此地還有（公交車/火車/出租車/小型巴士）等交通工具，可前往國內大部分地區。

## 歷史
這個城市建立在19世紀一個叫做納茲拉特・阿扎卡茲克（Nazlat az-Zaqāzīq）的村莊遺址上，該村莊以Zaqzuq家族命名。家族的名字來自一個方言詞語「zaqzuq」或「zaqzuq」，意思是「某種小生物」（例如魚或老鼠），源自科普特語詞語ϫⲉⲕϫⲓⲕ（意思是螞蟻或其他昆蟲）。
古埃及城市布巴斯提斯的遺跡位於城鎮東南方三公里（1.9英里）處。布巴斯提斯是第十八諾姆（州）的古代首都，也是貓女神芭絲特的慶祝節日之所在。
布巴斯提斯是古埃及語中Pr-Bastet（芭絲特寺廟）的希臘化版本。布巴斯提斯在第廿二和廿三王朝時期成爲埃及的首都。奧索爾孔二世和內克塔內布二世建造的寺廟遺跡仍然存在。神聖貓的墓穴位於一個古老的王朝時期（埃及舊王國時期的皮埃一・梅里雷）小教堂的遺跡後面。

## 气候
和埃及大部分地區一樣，宰加濟格夏季的天气炎熱乾燥，冬季則相對溫和。最高气溫從冬季的18度到夏季的42度不等。該地區平均降雨量較少，空氣濕度高。

宰加濟格是埃及環境問題最為突出的城市之一。從九月末到十一月初，宰加濟格空氣中會出現所謂的黑云，導致嚴重的污染，原因是在稻谷收割季節中燃燒稻草。此外，該地區擁有一家油和肥皂工廠，導致嚴重的污染，城市的清潔水平也因收集垃圾的不足和城市清潔設施的滯後而降低。還有許多地區存在排污問題，給居民帶來很大的困擾。
1. ↑  Bakr, Muḥammad Ibrāhīm; Brandl, Helmut, Dr. phil; Kalloniatis, Faye. . Cairo https://www.worldcat.org/oclc/890099854. 2014. ISBN 978-3-00-045318-2. OCLC 890099854. 缺少或|title=为空 (帮助)
2. ↑  Bakr, Muḥammad Ibrāhīm; Brandl, Helmut, Dr. phil; Kalloniatis, Faye; Jāmiʻat al-Zaqāzīq. . Berlin https://www.worldcat.org/oclc/890099847. 2010. ISBN 978-3-00-033509-9. OCLC 890099847. 缺少或|title=为空 (帮助)